# Naomi Cavaday
Naomi Cavaday (ur. 24 kwietnia 1989 w Bexley) – brytyjska tenisistka.
Tenisistka w roku 2006 jako juniorka doszła do ćwierćfinału wielkoszlemowego Wimbledonu, przegrywając z Urszulą Radwańską. Odpadła w drugiej rundzie US Open 2006 i od tego czasu do Wimbledonu w 2007 roku nie przeszła pierwszej rundy.
W listopadzie 2005 roku wygrała pierwszy turniej gry pojedynczej zawodowy, organizowany przez Międzynarodową Federację Tenisową. Wówczas to pokonała w finale w Pune, Ishę Lakhani. W czerwcu 2006 roku po raz pierwszy startowała w kwalifikacjach do turnieju WTA w ojczystym Birmingham, ale po zwycięstwie nad Taccianą Puczak uległa Melindzie Czink. Jej zawodowy debiut miał miejsce dwa tygodnie później na Wimbledonie - startując z dziką kartą przegrała w pierwszej rundzie z Ai Sugiyamą 4:6, 5:7. Rok później otrzymała zaproszenie do startu w Birmingham i tu właśnie wygrała swoje pierwsze spotkanie zawodowe, pokonując Wasilisę Bardinę 6:2, 6:1.

## Wygrane turnieje rangi ITF

### Gra pojedyncza (6)
|    | Data       | Turniej        | Kat. | ($)    | Naw.   | Finalistka         | Wynik         |
| 1. | 06/11/2005 | Pune           | ITF  | 10 000 | twarda | Isha Lakhani       | 6:4, 6:1      |
| 2. | 18/03/2007 | Orange         | ITF  | 25 000 | twarda | Karin Knapp        | 6:1, 6:1      |
| 3. | 02/05/2010 | Brescia        | ITF  | 25 000 | ziemna | Andrea Hlaváčková  | 6:2, 6:4      |
| 4. | 28/09/2014 | Szarm el-Szejk | ITF  | 10 000 | twarda | Ana Veselinovic    | 4:6, 6:2, 6:2 |
| 5. | 26/10/2014 | Sztokholm      | ITF  | 10 000 | twarda | Tayisiya Morderger | 7:6(3), 6:4   |
| 6. | 02/11/2014 | Sztokholm      | ITF  | 10 000 | twarda | Margarita Lazareva | 5:7, 6:3, 6:3 |